# 卒業写真/美姫
『卒業写真／美姫』（そつぎょうしゃしん／みき）は、1992年3月12日に、カクテル・ソフトから発売された美少女アドベンチャーゲーム。1994年10月28日、ココナッツジャパンエンターテイメントよりPCエンジンに移植された。有限会社アイデス（現：株式会社エフアンドシー）のブランド作品としては、初のゲーム機移植となった。
PC版は、ハードディスクには対応しておらず、フロッピーディスクのみでの起動となる。

## 概要
1991年11月25日に起こった沙織事件で、摘発されたキララ（アイデスと改称）は軌道修正を余儀なくされた。過激な性描写ができない状況で、沙織事件後初の発売となったのが本作である。PC版取扱説明書には、11月25日に社長が「今度作るゲームだけど“卒業”をテーマに３月売りってのはどうだろう？愛と友情と涙…これからはこれだよ！」と新作のテーマを出し、出来上がったのが『卒業写真』であると説明されている。ただし、11月25日は社長（事件当時は部長）が逮捕された当日であり、実際に取扱説明書に記された通りのやり取りがあったわけでは無い。
ゲームシステムは一般的なコマンド総当たり式アドベンチャーで、終わった恋に決着を付ける『卒業写真』と、過去にタイムスリップして悲劇を変える『美姫』の2作がセットで発売された。基本的に個別の販売はしていないが、TAKERUでは、片方だけ購入することができた。いずれも基本的に一本道だが、『美姫』はゲームオーバーの展開もある。
『卒業写真』は、当時失恋を描いたゲームは珍しく、現実的に起こりうる、男女のすれ違いを丁寧に書いたシナリオが評価された。

## 卒業写真

### あらすじ
主人公（PCエンジン版では村岡直樹）は高校3年生。同級生の香村宏美と付き合っていたが、夏のちょっとした出来事から、顔を合わせるのも避ける気まずい関係になってしまう。そして、やはり同級生の羽田由那子に告白され、なし崩し的に彼女と付き合うようになった。しかし、内心は香村への想いを断つことができないでいた。
卒業式前日の朝、自分の想いを今一度香村に打ち明けようと決意した主人公であったが。
一方、香村もまた、卒業式を控えてある決意をしていた。
明日は卒業式、今夜がラストチャンス……。

### 登場人物
※声の表記はPCエンジン版
主人公
声：岩永哲哉
PCエンジン版では村岡直樹（むらおか　なおき）。高校3年生。進学が決まらず、浪人回避に向け後の無い状況。優柔不断で流されがちな性格だが、他人のためには思い切った行動が取れる一面もある。雨宿りをきっかけに香村宏美と付き合い始めたが、肉体関係を迫り断られたことから、口も聞かない関係になってしまう。香村に未練を持ちながら、告白して来た羽田由那子と付き合い始めたため、周囲にはふたまたと見られることもある。卒業式前日に、せめて別れの挨拶だけでもと思い、香村に会う決意をするが、なかなか逢えないまま迷走して行く。
香村宏美（かむら　ひろみ）
声：白鳥由里
2月12日生まれ。PCエンジン版ではもう一人の主人公。高校3年生。主人公の同級生。大学進学を決めており、将来はジャーナリスト志望。温和で優しい性格だが、生きた蟹を手づかみする大胆な一面も。部活はテニス部と写真部を掛け持ちしていた。主人公に迫られて逃げたことを後悔しており、仲直りしようとするが、そのきっかけの無いまま卒業式前日を迎えてしまった。
親にイギリスへの海外留学を勧められており、最初は断り続けていたが、主人公との仲直りができないことに絶望し、留学を決意した。それでも、留学のことは自分の口から主人公に告げるべきと思い、同級生には口止めしている。そして卒業式前日、主人公に打ち明けようとするのだが、なかなか逢えないまま時間が過ぎて行く。
羽田由那子（はねだ　ゆなこ）
声：山田美穂
12月2日生まれ。主人公の同級生。バスケットボール部員。お嬢様学校として知られるE女子短大への進学を決めている。明朗快活で、友達思い。思ったことはすぐ口にする性格で、以前から好意を持っていた主人公に積極的にアタックし、恋人と呼べる関係にまでなった。一方、主人公の内心に不安を抱いており、香村にはライバル意識を剥き出しにする。
永山隆文（ながやま　たかふみ）
声：蓮見圭典
写真部部長。風変わりであだ名は「仙人」。報道カメラマン志望で、日本芸術大学写真学部への進学を決めている。部員でもある香村に密かに想いを寄せていたが、主人公と幸せそうにしているのを見て一度は諦めた。しかし、主人公の煮え切らない態度を見て、香村の気持ちによっては、自分から告白しようと考えるようになった。
宮前祐希（みやまえ　ゆうき）
声：中村伸一
男子テニス部部長。プレイボーイとして名前が通っているが、彼もまた香村に想いを寄せており、何かと理由を付けて香村と会う機会を設けている。そして卒業式前日、卒業記念試合をきっかけに、香村に告白しようとする。
両川美奈（もろかわ　みな）
主人公の同級生で、香村宏美の親友。元生徒会長。読書好きでいつも校庭のベンチで本を読んでいた。優柔不断な主人公に苛立ちつつも、香村のために二人を引き合わせようとする。
北爪朋也（きたづめ　ともや）
声：笹沼晃
主人公の同級生。卒業写真撮影で、担任の末松先生のジャージが脱げるいたずらをしようと思いつき、主人公を誘う。
杉本美穂（すぎもと　みほ）
声：増田雪江
主人公の同級生。北爪の企みに加わる。
林健太郎（はやし　けんたろう）
声：岩永哲哉
主人公の同級生にして悪友。高校生ながら車を乗り回す。主人公をナンパの連れに誘ったところ、香村まで付いて来たため文句を言ったことがあった。副担任の上野先生に気があり、新車にタキシード姿で校門に待ち構え、告白して童貞を捧げようとする。
多喜川巧（たきがわ　たくみ）
声：長嶝高士
33歳。喫茶店「TACK」マスター。かつてアメリカを放浪したことがあり、当時のあだ名を店名にした。主人公は、香村と付き合っていたころからの常連客で、いつもアイスコーヒーを注文する。
末松乾次（すえまつ　けんじ）
声：長嶝高士
主人公の担任で、体育教師。30過ぎまで女性付き合いはなかったが、上野先生と婚約したことが判明する。卒業写真では、いたずらの犠牲者になる。
上野トモ子（うえの　ともこ）
声：山田美穂
主人公の副担任で、進路指導もこなした。大卒後、主人公が入学したのと同じ年に先生になった。男子生徒の憧れの先生だったが、末松先生と婚約したことが判明する。
岡野真吾（おかの　しんご）
主人公の同級生。陽気なイベント好きで、卒業式前日の卒業記念パーティーを企画した。叔父の印刷会社への就職が決まっている。
乙女丸真之介（おとめまる　しんのすけ）
主人公の同級生。幼稚園から高校まで一緒だった。ラグビー部員。フォワード。授業にはほとんど出ず、学校で平気でタバコを吸う不良だが、部活は真面目にこなしていた。上村春子と付き合っているが、北海道での就職が決まり、別れ別れになろうとしていた。香村との接点は無い。
上村春子（かみむら　はるこ）
主人公の同級生。乙女丸の恋人。色っぽく年上に見えるため、主人公は「春子さん」と敬称を付けて呼ぶ。銀行への就職が決まっている。羽田と仲がよく、彼女が主人公と幸せになることを望んでいる。

### PCエンジン版の変更点
PC版では主人公は男固定で、場面によって香村の視点に切り替わる形だったが、村岡直樹と香村宏美の両方を主人公に選択できるようになった。また、マルチエンディングに改められた。そのため、原作とは異なる展開も可能になった。
一部の場面で声優による肉声が付いた。ただし、肉声の場面は字幕が省略されている。
キャラクターデザインやBGMも、PC版とは別に作り直されている。

### スタッフ（オリジナル）
プロデュース - 田所広成
シナリオ - 葛西みなみ（田所広成）、広野健一
原画 - しらとりれいこ
CG - アクト組
BGM - 武蔵野音楽ユニット（MUSE）

### スタッフ（PCエンジン版）
プロデューサー - 土居政生、本山博敏
脚本・シナリオ - TOME、MEG
キャラクターデザイン - ヒロ結城、岡田靖子、伊藤美雪
作曲 - 宮元真佐人

## 美姫

### あらすじ
美々津花村中学校では、卒業の際に、この地に伝わる「物語」を題材にした神楽を舞う習慣があった。
「物語」によると、江戸時代、鍛冶屋見習いの紅花新吾は、美々津花村領主の娘、橘美姫との恋に落ち、駆け落ちしようとした。しかし、二人は連れ戻されて新吾は処刑され、美姫は自害して果てた。
中学3年生の主人公は新吾の、同級生の橘あゆみは美姫の役をすることになり、練習を重ねていた。そしていよいよ舞台本番が始まった。気がつくと主人公は新吾と、あゆみは美姫と精神だけ入れ替わり、江戸時代にタイムスリップしていた。このままでは死んでしまう。何とか結末を変えなくては…。

### 登場人物
※声の表記はPCエンジン版
藤沢真治（ふじさわ　しんじ）
声：保志総一朗
主人公。PC版のみ名前変更可能。PCエンジン版では渡辺哲哉（わたなべ　てつや）。美々津花村中学3年生。運動神経がよく真面目だが、気が利かないところがある。神楽で新吾役を演じる途中、身体が新吾と入れ替わってしまう。歴史を変え、駆け落ちを成功させるために行動することになる。
橘あゆみ（たちばな　あゆみ）
声：千葉千恵巳
美々津花村中学3年生。村の神社の娘で3人姉妹の末っ子。元気いっぱいの14歳。美姫役を演じる途中、身体が美姫と入れ替わってしまう。
紅花新吾（べにばな　しんご）
江戸時代、美々津花村の鍛冶屋見習い。手先が器用で、細工物に優れた腕を持つ。身分違いの美姫と相思相愛となり、駆け落ちを試みる。
橘美姫（たちばな　みき）
江戸時代、美々津花村の領主の娘。14歳。おっとりとした性格。裳着（元服）を迎えるにあたり、隣村の領主に嫁がされることになる。
里花楓（さとはな　かえで）
現在と過去に、同名の人物がいる。
現在：美々津花村中学3年生。スポーツ万能で、複数の部活を掛け持ちしている。明るい性格。過去の楓の子孫（先祖返り）。
過去：江戸時代、美々津花領主に仕える忍び。明るく自由奔放な性格。美姫と新吾の駆け落ちに協力する。
花牧篤（はなまき　あつし）
江戸時代、美々津花領主に仕える忍び。慎重で几帳面な性格。美姫と新吾の駆け落ちに協力する。

### スタッフ（オリジナル）
プロデュース - 田所広成
シナリオ - 徳田慎之介
原画 - 末武潤二
CG - TEAM STANLEY
BGM - 武蔵野音楽ユニット（MUSE）